# Naurus flagga
Naurus flagga (nauruanska anidenin Naoero) är blå med en smal, horisontell gul rand som delar flaggan i en övre och undre del. I den undre halvan finns en vit tolvuddig stjärna vid den inre kanten. Flaggan antogs i samband med självständigheten den 31 januari 1968. Proportionerna är 1:2.

## Symbolik
Den blå flaggduken symboliserar himlen och havet. Den gula randen symboliserar ekvatorn. Förhållandet mellan stjärnan och den gyllene randen påminner om att Nauru ligger en grad söder om ekvatorn, och strax öster om den internationella datumgränsen. De tolv uddarna symboliserar de tolv ursprungliga folkstammarna på Nauru. Den vita färgen symboliserar även fosfat som tidigare varit öarnas viktigaste naturresurs och enda exportvara.